# 2a etapa del Tour de França de 2014
La 2a etapa del Tour de França de 2014 es disputà el diumenge 6 de juliol de 2014 sobre un recorregut de 201 km entre les ciutats angleses de York i Sheffield.
La victòria fou pel sicilià Vincenzo Nibali (Astana Qazaqstan Team), que s'imposà en solitari en l'arribada a Sheffield després d'atacar en el descens de la darrera de les nou cotes de muntanya puntuables que havien de superar durant l'etapa. Nibali es presentà a l'arribada amb dos segons sobre un petit grup format per 20 ciclistes, en què hi havia tots els principals favorits a la victòria final.

## Recorregut
Etapa de mitja muntanya amb nou cotes puntuables durant el recorregut: una de segona, cinc de tercera i tres de quarta categoria. La primera de les cotes s'ha de superar en el quilòmetre 47. Al quilòmetre 143,5 els ciclistes han de superar la cota de Holme Moss (4,7 km alà 7%), primer port de segona de la present edició i la més difícil del dia. A partir d'aquest punt queden quatre cotes en els darrers 35 quilòmetres d'etapa, sent la darrera d'elles la cota de Jenkin Road, amb un petit tram al 33% de desnivell i situada a tan sols cinc quilòmetres de l'arribada a Sheffield.

## Desenvolupament de l'etapa
Només donar-se la sortida es va formar una escapada integrada per set ciclistes, entre els quals hi havia el sabadellenc David de la Cruz (NetApp-Endura). El gran grup va controlar en tot moment l'escapada i en cap moment passaren dels tres minuts. Blel Kadri (AG2R La Mondiale) fou el darrer dels escapats en ser neutralitzat, ja en la sisena cota del dia. El Garmin-Sharp va ser l'encarregat d'imprimir un fort ritme i trencar el grup principal, del qual ja s'havia despenjat el líder, Marcel Kittel (Giant-Shimano). Després de superar Oughtibridge Hill Pierre Rolland (Team Europcar) i Jean-Christophe Péraud (AG2R La Mondiale) van intentar l'aventura en solitari, però foren agafats poc abans de començar la darrera de les cotes, la de Jenkin Road. En aquesta cota, primer Alberto Contador (Team Tinkoff-Saxo) i després Chris Froome (Team Sky) van marcar el ritme del grup capdavanter. En el descens es van produir diversos atacs, sent el bo el llançat per Vincenzo Nibali (Astana Qazaqstan Team) a poc menys de dos quilòmetres. Nibali arribà amb dos segons sobre Greg Van Avermaet (Garmin-Sharp) i Michał Kwiatkowski (Omega Pharma-Quick Step), que donaren temps al grup dels favorits. Aquests dos segons van servir per a Nibali per vestir-se amb el mallot groc de líder. Per la seva banda Cyril Lemoine (Cofidis) passà a liderar la classificació de la muntanya i Peter Sagan (Cannondale) la dels punts.

## Resultats

### Classificació de l'etapa
|    | Ciclista                 | Equip                   | Temps      |
| -- | ------------------------ | ----------------------- | ---------- |
| 1  | Vincenzo Nibali (ITA)    | Astana Qazaqstan Team   | 5h 08' 36" |
| 2  | Greg Van Avermaet (BEL)  | Garmin-Sharp            | + 2"       |
| 3  | Michał Kwiatkowski (POL) | Omega Pharma-Quick Step | + 2"       |
| 4  | Peter Sagan (SVK)        | Cannondale              | + 2"       |
| 5  | Tony Gallopin (FRA)      | Trek Factory Racing     | + 2"       |
| 6  | Michael Albasini (SUI)   | Orica-GreenEDGE         | + 2"       |
| 7  | Andrew Talansky (USA)    | Garmin-Sharp            | + 2"       |
| 8  | Bauke Mollema (NED)      | Belkin Pro Cycling Team | + 2"       |
| 9  | Tejay van Garderen (USA) | BMC Racing Team         | + 2"       |
| 10 | Romain Bardet (FRA)      | AG2R La Mondiale        | + 2"       |

### Punts atribuïts
| 1r  | Blel Kadri (FRA)         | AG2R La Mondiale             | 20 pts |
| 2n  | David de la Cruz (CAT)   | NetApp-Endura                | 17 pts |
| 3r  | Perrig Quéméneur (FRA)   | Team Europcar                | 15 pts |
| 4t  | Matthew Busche (USA)     | Trek Factory Racing          | 13 pts |
| 5è  | Armindo Fonseca (FRA)    | Bretagne-Séché Environnement | 11 pts |
| 6è  | Bart De Clercq (BEL)     | Lotto-Belisol                | 10 pts |
| 7è  | Cyril Lemoine (FRA)      | Cofidis                      | 9 pts  |
| 8è  | Bryan Coquard (FRA)      | Team Europcar                | 8 pts  |
| 9è  | Alexander Kristoff (NOR) | Team Katusha                 | 7 pts  |
| 10è | André Greipel (GER)      | Lotto-Belisol                | 6 pts  |
| 11è | Peter Sagan (SVK)        | Cannondale                   | 5 pts  |
| 12è | Kévin Reza (FRA)         | Team Europcar                | 4 pts  |
| 13è | Aleksandr Pórsev (RUS)   | Team Katusha                 | 3 pts  |
| 14è | Elia Viviani (ITA)       | Cannondale                   | 2 pts  |
| 15è | Fabio Sabatini (ITA)     | Cannondale                   | 1 pt   |

| 1r  | Vincenzo Nibali (ITA)       | Astana Qazaqstan Team   | 30 pts |
| 2n  | Greg Van Avermaet (BEL)     | BMC Racing Team         | 25 pts |
| 3r  | Michał Kwiatkowski (POL)    | Omega Pharma-Quick Step | 22 pts |
| 4t  | Peter Sagan (SVK)           | Cannondale              | 19 pts |
| 5è  | Tony Gallopin (FRA)         | Lotto-Belisol           | 17 pts |
| 6è  | Michael Albasini (ITA)      | Orica-GreenEDGE         | 15 pts |
| 7è  | Andrew Talansky (USA)       | Garmin-Sharp            | 13 pts |
| 8è  | Bauke Mollema (NED)         | Belkin Pro Cycling Team | 11 pts |
| 9è  | Tejay van Garderen (USA)    | BMC Racing Team         | 9 pts  |
| 10è | Romain Bardet (FRA)         | AG2R La Mondiale        | 7 pts  |
| 11è | Jurgen Van den Broeck (BEL) | Lotto-Belisol           | 6 pts  |
| 12è | Jakob Fuglsang (DEN)        | Astana Qazaqstan Team   | 5 pts  |
| 13è | Alberto Contador (ESP)      | Team Tinkoff-Saxo       | 4 pts  |
| 14è | Rui Costa (POR)             | Lampre-Merida           | 3 pts  |
| 15è | Haimar Zubeldia (ESP)       | Trek Factory Racing     | 2 pts  |

### Colls i cotes
| 1r | Cyril Lemoine (FRA) | Cofidis | 1 pt |

| 1r | Perrig Quéméneur (FRA) | Team Europcar | 2 pts |
| 2n | Cyril Lemoine (FRA)    | Cofidis       | 1 pt  |

| 1r | Cyril Lemoine (FRA)    | Cofidis       | 2 pts |
| 2n | David de la Cruz (CAT) | NetApp-Endura | 1 pt  |

| 1r | Cyril Lemoine (FRA)    | Cofidis       | 2 pts |
| 2n | David de la Cruz (CAT) | NetApp-Endura | 1 pt  |

| 1r | Blel Kadri (FRA)      | AG2R La Mondiale        | 5 pts |
| 2n | Nicolas Edet (FRA)    | Cofidis                 | 3 pts |
| 3r | Thomas Voeckler (FRA) | Team Europcar           | 2 pts |
| 4t | Tony Martin (GER)     | Omega Pharma-Quick Step | 1 pt  |

| 1r | Tom-Jelte Slagter (NED) | Garmin-Sharp | 2 pts |
| 2n | Andrew Talansky (USA)   | Garmin-Sharp | 1 pt  |

| 1r | Andrí Hrivko (UKR) | Astana Qazaqstan Team | 1 pt |

| 1r | Pierre Rolland (FRA)         | Team Europcar    | 2 pts |
| 2n | Jean-Christophe Péraud (FRA) | AG2R La Mondiale | 1 pt  |

- 9. Cota de Jenkin Road. 132m. 4a categoria (km 196) (0,8 km al 10,8%)

| 1r | Chris Froome (GBR) | Team Sky | 1 pt |

## Classificacions a la fi de l'etapa

### Classificació general
|    | Ciclista                    | Equip                   | Temps      |
| -- | --------------------------- | ----------------------- | ---------- |
| 1  | Vincenzo Nibali (ITA)       | Astana Qazaqstan Team   | 9h 52' 43" |
| 2  | Peter Sagan (SVK)           | Cannondale              | + 2"       |
| 3  | Greg Van Avermaet (BEL)     | Garmin-Sharp            | + 2"       |
| 4  | Michael Albasini (SUI)      | Orica-GreenEDGE         | + 2"       |
| 5  | Chris Froome (GBR)          | Team Sky                | + 2"       |
| 6  | Bauke Mollema (NED)         | Belkin Pro Cycling Team | + 2"       |
| 7  | Jurgen Van Den Broeck (BEL) | Lotto-Belisol           | + 2"       |
| 8  | Alberto Contador (ESP)      | Team Tinkoff-Saxo       | + 2"       |
| 9  | Tejay van Garderen (USA)    | BMC Racing Team         | + 2"       |
| 10 | Jakob Fuglsang (DEN)        | Astana Qazaqstan Team   | + 2"       |

### Classificació per punts
|    | Ciclista            | Equip         | Punts  |
| -- | ------------------- | ------------- | ------ |
| 1r | Peter Sagan (SVK)   | Cannondale    | 69 pts |
| 2n | Bryan Coquard (FRA) | Team Europcar | 47 pts |
| 3r | Marcel Kittel (GER) | Giant-Shimano | 45 pts |

### Classificació de la muntanya
|    | Ciclista            | Equip               | Punts |
| -- | ------------------- | ------------------- | ----- |
| 1r | Cyril Lemoine (FRA) | Cofidis             | 6 pts |
| 2n | Blel Kadri (FRA)    | AG2R La Mondiale    | 5 pts |
| 3r | Jens Voigt (GER)    | Trek Factory Racing | 4 pts |

### Classificació del millor jove
|    | Ciclista                 | Equip                   | Temps      |
| -- | ------------------------ | ----------------------- | ---------- |
| 1r | Peter Sagan (SVK)        | Cannondale              | 9h 52' 45" |
| 2n | Romain Bardet (FRA)      | AG2R La Mondiale        | m. t.      |
| 3r | Michał Kwiatkowski (POL) | Omega Pharma-Quick Step | m. t.      |

### Classificació per equips
|    | Equip                 | Temps       |
| -- | --------------------- | ----------- |
| 1r | Team Sky              | 29h 38' 15" |
| 2n | Astana Qazaqstan Team | + 12"       |
| 3r | BMC Racing Team       | + 14"       |

## Abandonaments
- Mark Cavendish (GBR) (Omega Pharma-Quick Step). No surt.[5]
- Sacha Modolo (ITA) (Lampre-Merida).